# Consiglio d'Europa

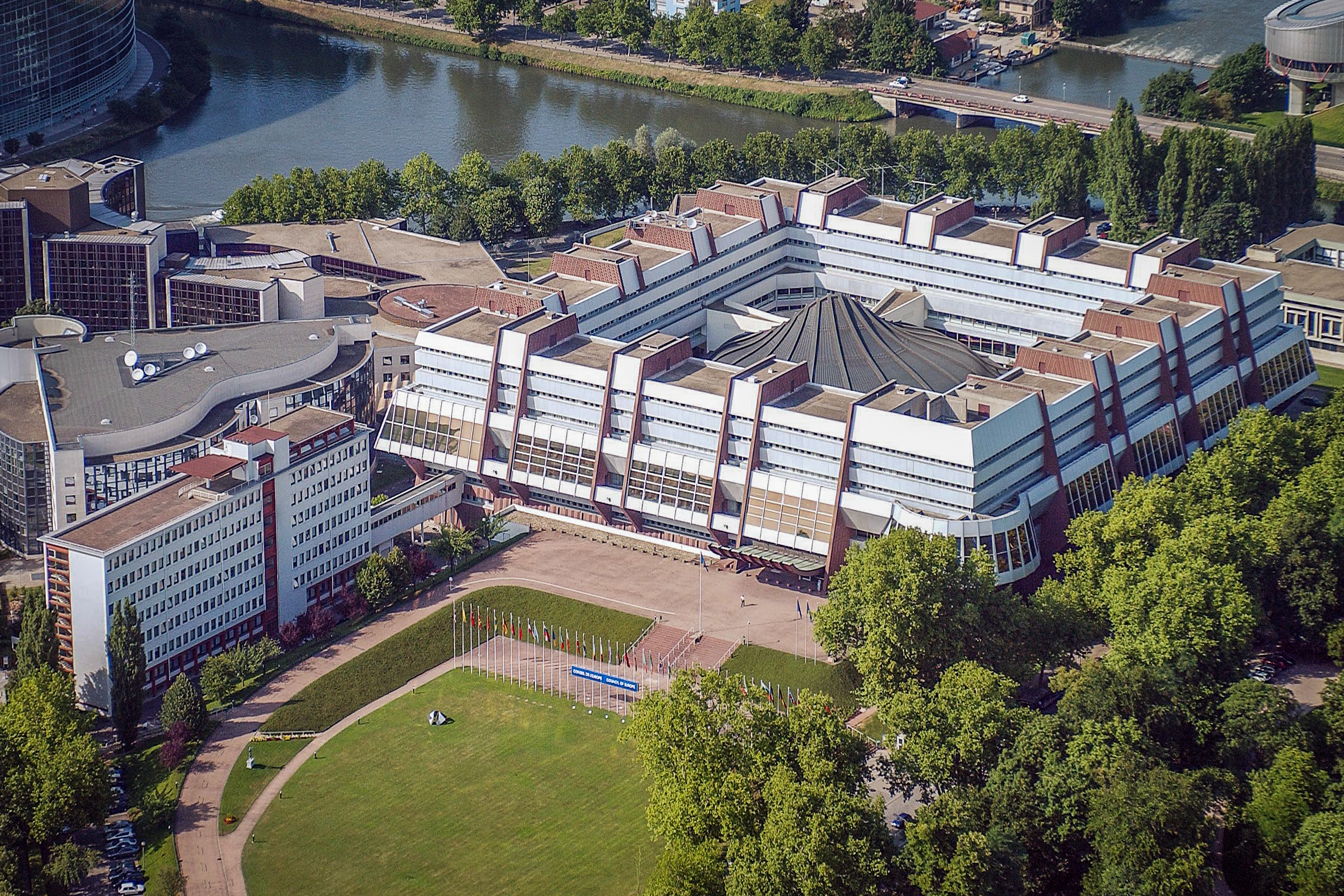
Veduta aerea del Palazzo d'Europa

Il Consiglio d'Europa (CdE, in inglese Council of Europe - CoE, in francese Conseil de l'Europe - CdE) è un'organizzazione internazionale il cui scopo è promuovere la democrazia, i diritti umani, l'identità culturale europea e la ricerca di soluzioni ai problemi sociali nei Paesi in Europa: fu fondato il 5 maggio 1949 con il trattato di Londra, conta oggi 46 Stati membri e la sua sede istituzionale è a Strasburgo, in Francia, nel Palazzo d'Europa.
Lo scopo della sua istituzione nel 1949 era quello di evitare che le atrocità della seconda guerra mondiale si ripetessero; il Consiglio d'Europa esercita la funzione di conseguire questo scopo, intervenendo sul rispetto dei diritti umani, la democrazia e lo Stato di diritto. Il 17 ottobre 1989 gli è stato riconosciuto lo status di osservatore dell'Assemblea generale delle Nazioni Unite.

## Distinzione
È estraneo all'Unione europea e non va confuso con organi di quest'ultima, quali il Consiglio dell'Unione europea o il Consiglio europeo: uno dei fraintendimenti più diffusi «consiste nella confusione tra il quadro istituzionale e le fonti del Consiglio d'Europa e quello dell'Unione europea. Parliamo di "grande Europa" con riferimento al primo soggetto cercando di chiarire definitivamente la fondamentale distinzione con l'altro soggetto, la "piccola Europa"».

## Finalità
- Tutela dei diritti dell'uomo, della democrazia parlamentare e garanzia del primato del diritto;
- Sviluppo dell'identità europea, basata su valori condivisi, che trascendono le diversità culturali;
- Conclusione di accordi europei per armonizzare le pratiche sociali e giuridiche degli Stati membri.

Dopo il 1989, il ruolo del Consiglio d'Europa è stato quello di:
- essere l'ispiratore di un modello politico e il custode dei diritti dell'uomo per le democrazie post-comuniste d'Europa;
- assistere i paesi dell'Europa centrale e orientale ad attuare e a consolidare le riforme politiche, legislative e costituzionali, parallelamente alle riforme economiche;
- fornire competenze in settori quali i diritti dell'uomo, la democrazia locale, l'educazione, la cultura, l'ambiente.

Il nuovo mandato politico dell'Organizzazione è stato definito durante il Vertice del Consiglio d'Europa, svoltosi a Vienna nell'ottobre 1993. I Capi di Stato e di governo hanno deciso che il Consiglio d'Europa debba essere il garante della sicurezza democratica basata sul rispetto dei diritti dell'uomo, della democrazia e dello Stato di diritto. La sicurezza democratica è un complemento essenziale della sicurezza militare, poiché da essa dipendono la stabilità e la pace nel continente.
Al Vertice di Strasburgo, nell'ottobre 1997, i Capi di Stato e di governo hanno adottato un piano d'azione volto a rafforzare le attività del Consiglio d'Europa in quattro settori: democrazia e diritti dell'uomo, coesione sociale, sicurezza dei cittadini, valori democratici e diversità culturale.
Il Terzo Vertice dei Capi di Stato e di Governo del Consiglio d'Europa, svoltosi a Varsavia il 16 e 17 maggio 2005, si è concluso con l'adozione di una Dichiarazione politica e di un Piano d'Azione che stabilisce i compiti principali dell'Organizzazione per i prossimi anni:
- promuovere i valori fondamentali comuni come i Diritti dell'Uomo, lo Stato di diritto e la democrazia;
- rafforzare la sicurezza degli europei combattendo in particolar modo il terrorismo, il crimine organizzato e il traffico di esseri umani;
- sviluppare la cooperazione con altre organizzazioni internazionali ed europee.

### Strumenti
Lo strumento principale d'azione consiste nel predisporre e favorire la stipulazione di accordi o convenzioni internazionali tra gli Stati membri e, spesso, anche fra Stati terzi; le iniziative del Consiglio d'Europa non sono vincolanti e vanno ratificate dagli Stati membri.
Tra gli organi istituiti dagli strumenti pattizi, la Corte europea dei diritti dell'uomo è stata più volte definita il "gioiello della Corona" del Consiglio d'Europa: ciò perché appresta una tutela giurisdizionale alla Convenzione europea per la salvaguardia dei diritti dell'uomo e delle libertà fondamentali, la prima e l'ancora più attuale delle convenzioni che il Consiglio d'Europa ha elaborato, di cui ha propiziato la stipula e di cui controlla l'applicazione (mediante il Comitato dei ministri che chiede conto periodicamente dell'esecuzione data dagli Stati alle sentenze pronunciate dalla Corte).

## Stati membri
Gli Stati membri sono 46, di cui 27 fanno parte dell'Unione europea: i paesi che diedero vita inizialmente al Consiglio d'Europa furono 10, mentre altri 36 Stati hanno aderito successivamente.
Gli Stati geograficamente europei che non fanno parte del Consiglio d'Europa sono soltanto quattro: la Città del Vaticano (la Santa Sede per volontà propria partecipa alle attività dell'Ente con lo status di osservatore), la Bielorussia (a cui è stato negato l'ingresso per mancanza di democrazia), la Russia, alla quale, il 16 marzo 2022, è stato chiesto di ritirarsi dal comitato dei ministri e dell'assemblea parlamentare, in seguito all'invasione dell'Ucraina e il Kosovo, riconosciuto solo da alcuni membri del Consiglio d'Europa.
Alcuni Stati del Consiglio non fanno parte dell'Europa geografica: Georgia, Armenia, Azerbaigian, Cipro. La Turchia, inoltre, pur essendo membro del Consiglio d'Europa, ha solo una parte minoritaria del suo territorio geograficamente europea, essendo un paese transcontinentale che si estende soprattutto in Asia.

Membri fondatori
Membri successivi
Candidato ufficiale
Osservatori all'Assemblea e alla Commissione
Osservatori all'Assemblea
Osservatori alla Commissione
Ex membri

     Membri fondatori
     Membri successivi
     Candidato ufficiale
     Osservatori all'Assemblea e alla Commissione
     Osservatori all'Assemblea
     Osservatori alla Commissione
     Ex membri
| Stati                                                                                       | Ingresso          |
| ------------------------------------------------------------------------------------------- | ----------------- |
| Belgio Danimarca Francia Irlanda Italia Lussemburgo Norvegia Paesi Bassi Regno Unito Svezia | 5 maggio 1949     |
| Grecia Turchia                                                                              | 9 agosto 1949     |
| Islanda                                                                                     | 7 marzo 1950      |
| Germania Ovest                                                                              | 13 luglio 1950    |
| Austria                                                                                     | 16 marzo 1956     |
| Cipro                                                                                       | 24 maggio 1961    |
| Svizzera                                                                                    | 6 maggio 1963     |
| Malta                                                                                       | 29 aprile 1965    |
| Portogallo                                                                                  | 22 settembre 1976 |
| Spagna                                                                                      | 24 novembre 1977  |
| Liechtenstein                                                                               | 23 novembre 1978  |
| San Marino                                                                                  | 16 novembre 1988  |
| Finlandia                                                                                   | 5 maggio 1989     |
| Ungheria                                                                                    | 6 novembre 1990   |
| Polonia                                                                                     | 29 novembre 1991  |
| Bulgaria                                                                                    | 7 maggio 1992     |
| Estonia Lituania Slovenia                                                                   | 14 maggio 1993    |
| Repubblica Ceca Slovacchia                                                                  | 30 giugno 1993    |
| Romania                                                                                     | 7 ottobre 1993    |
| Andorra                                                                                     | 10 ottobre 1994   |
| Lettonia                                                                                    | 10 febbraio 1995  |
| Albania Moldavia                                                                            | 13 luglio 1995    |
| Macedonia del Nord Ucraina                                                                  | 9 novembre 1995   |
| Croazia                                                                                     | 6 novembre 1996   |
| Georgia                                                                                     | 27 aprile 1999    |
| Armenia Azerbaigian                                                                         | 25 gennaio 2001   |
| Bosnia ed Erzegovina                                                                        | 24 aprile 2002    |
| Serbia                                                                                      | 3 aprile 2003     |
| Monaco                                                                                      | 5 ottobre 2004    |
| Montenegro                                                                                  | 11 maggio 2007    |

### Ex membri
| Stati               | Ingresso         | Uscita           |
| ------------------- | ---------------- | ---------------- |
| Saar                | 13 agosto 1950   | 1º gennaio 1957  |
| Cecoslovacchia      | 21 gennaio 1991  | 31 dicembre 1992 |
| Serbia e Montenegro | 3 aprile 2003    | 5 giugno 2006    |
| Russia              | 28 febbraio 1996 | 16 marzo 2022    |

La Russia, che aveva fatto il suo ingresso nel Consiglio d'Europa il 28 febbraio 1996 in seguito alla fine della guerra fredda, ne è uscita il 16 marzo 2022. Il 25 febbraio l'Assemblea parlamentare e il 2 marzo il Comitato dei Ministri hanno sospeso la Russia dai suoi diritti di rappresentanza, conformemente all'articolo 8 dello Statuto del Consiglio d'Europa, a seguito dell'aggressione all'Ucraina durante la guerra contro l'Ucraina. Il 10 marzo il ministro degli esteri russo Sergej Lavrov ha dichiarato: «I paesi della NATO e dell'Unione europea stanno minando il Consiglio d'Europa, progettato per sostenere i diritti umani, lo Stato di diritto e la democrazia». Il 15 marzo l'Assemblea parlamentare del Consiglio d'Europa ha emesso un parere in cui dichiarava che: «... il Comitato dei Ministri deve chiedere alla Federazione Russa di ritirarsi immediatamente dal Consiglio d'Europa. Se la Federazione Russa non accoglie tale richiesta, l'Assemblea propone al Comitato dei Ministri di fissare al più presto una data a partire dalla quale la Federazione Russa cesserà di essere membro del Consiglio d'Europa».

## Storia
La Saar, in precedenza membro del Consiglio, ha perso la qualità di membro dell'organizzazione il 1º gennaio 1957 a seguito della sua annessione alla Repubblica Federale Tedesca. La Repubblica Democratica Tedesca non è mai stata membro nel Consiglio e i suoi cinque Länder vi sono entrati con la riunificazione della Germania nel 1990. Il Kazakistan ha fatto richiesta di diventare membro osservatore all'Assemblea nel 1999. La risposta ufficiale è stata quella di fare domanda per diventare membro a pieno titolo; l'ammissione non sarà però garantita finché non sarà migliorato il livello di democrazia nel Paese, nonché il rispetto dei diritti umani.
La Bielorussia ha avuto lo status di invitato all'Assemblea dal settembre 1992 al gennaio 1997, quando le è stato ritirato in conseguenza del referendum costituzionale del novembre 1996, che aveva lo scopo di far rieleggere il presidente Lukašėnka. La Bielorussia ha comunque presentato domanda di ingresso il 12 marzo 1993. In seguito alla dichiarazione d'indipendenza del 3 giugno 2006, il Montenegro ha presentato domanda d'ingresso ed è stato ammesso l'11 maggio 2007. La Santa Sede ha lo status di osservatore alla Commissione dal 7 marzo 1970. Il Consiglio d'Europa e la Santa Sede mantengono relazioni ufficiali dal 1962.
Il 25 febbraio 2022 il Comitato dei ministri del Consiglio d’Europa ha deciso la sospensione della Russia a seguito dell'attacco contro l'Ucraina, che costituisce una violazione dell'art. 8 dello Statuto del Consiglio d'Europa. La Russia il 10 marzo ha poi annunciato che avrebbe abbandonato il Consiglio d'Europa. Il 14 marzo 2022, mentre il comitato competente votava per l'espulsione, il primo ministro ucraino Denys Šmyhal' ha chiesto l'immediata estromissione della Federazione Russa: il 15 marzo 2022 la richiesta è stata formalizzata. La Russia ha anche manifestato la volontà di denunciare (cioè smettere di rispettare) la Convenzione europea per la salvaguardia dei diritti dell'uomo e delle libertà fondamentali.

## Organi
I principali organi del Consiglio sono: il Comitato dei Ministri del Consiglio d'Europa, il Segretario generale del Consiglio d'Europa, l'Assemblea parlamentare del Consiglio d'Europa e il Congresso dei poteri locali e regionali.

### Comitato dei Ministri del Consiglio d'Europa
È un organo decisionale, che rappresenta direttamente i governi degli Stati membri. È composto dai ministri degli affari esteri dei paesi membri, e si riunisce due volte all'anno. La sua presidenza si alterna ogni sei mesi. Nella logica dei trattati istitutivi e in applicazione «di una logica di riparto di poteri tra giudiziario ed esecutivo, l'attuazione concreta della sentenza della Corte è stata lasciata alla competenza istituzionale del Comitato dei ministri presso il Consiglio d'Europa».

### Altri organi
- Segretario generale del Consiglio d'Europa
- Assemblea parlamentare del Consiglio d'Europa
- Congresso dei poteri locali e regionali
- Conferenza delle organizzazioni internazionali non governative
- Corte europea dei diritti dell'uomo

### Organi consultivi
- Commissione di Venezia ("Commissione europea per la Democrazia attraverso il Diritto")

## Vertici dei capi di Stato e di governo
Dal 1949 – anno della costituzione del Consiglio d'Europa – si sono tenuti quattro vertici dei capi di Stato e di governo:
| N. | Data               | Paese ospitante | Città ospitante |
| -- | ------------------ | --------------- | --------------- |
| 1  | 8-9 ottobre 1993   | Austria         | Vienna          |
| 2  | 10-11 ottobre 1997 | Francia         | Strasburgo      |
| 3  | 16-17 maggio 2005  | Polonia         | Varsavia        |
| 4  | 16-17 maggio 2023  | Islanda         | Reykjavík       |

Il 4º vertice si è tenuto il 16-17 maggio 2023 a Reykjavík, al quale hanno anche partecipato, in veste di osservatori, Canada, Giappone e Stati Uniti.
I partecipanti al vertice hanno deciso, a maggioranza, l'istituzione del "Registro dei danni causati dalla Federazione Russa all'Ucraina", con sede a L'Aia, e l'impegno dell'Unione europea a coprirne i costi iniziali, il piano d'azione per la ricostruzione dell'Ucraina e una dichiarazione sulla situazione dei bambini ucraini.
I partecipanti hanno inoltre adottato i "Principi di Reykjavík per la democrazia" (libertà di espressione, di riunione e di associazione, indipendenza delle istituzioni, imparzialità ed efficacia del sistema giudiziario, lotta contro la corruzione e partecipazione democratica della società civile e dei giovani), hanno affermato il legame tra diritti umani e l'ambiente, l'importanza dell'adesione alla Convenzione europea dei diritti dell’uomo, nuove norme per proteggere i diritti umani nell'era del digitale, la promozione dei diritti sociali attraverso la Carta sociale, la cooperazione con le forze dell'opposizione democratica della Bielorussia, e con i difensori dei diritti umani, i media liberi e la società civile indipendente della Bielorussia e della Russia.